# إل. إم. بويد
إل. إم. بويد (بالإنجليزية: L. M. Boyd)‏ هو صحفي وكاتب العمود أمريكي، ولد في 9 يونيو 1927، وتوفي في 22 يناير 2007.